# Barzanes
Barzanes (en grec antic Βαρζάνης) o Satibarzanes (Σατιβαρζάνης), va ser sàtrapa persa d'Aria sota Darios III de Pèrsia.
Alexandre el Gran, en la seva marxa cap a Aria des de Hircània, es va trobar amb Satibarzanes a una ciutat anomenada Susia. El sàtrapa se li va sotmetre i Alexandre el va confirmar en la seva satrapia; per prevenir lluites amb altres grups macedonis que avançaven i no sabien la decisió del rei, va deixar un cos de 40 cavallers a les ordes d'Anàxip. Només marxar Alexandre, Anaxip i els seus homes van morir assassinats pel sàtrapa, i Satibarzanes es va revoltar i es va fer fort a Arctoana.
Quan Alexandre va tornar, va fugir amb Bessos de Bactriana i els macedonis van conquerir ràpidament la ciutat, l'any 330 aC Al final del mateix any, Satibarzanes, nomenat per Bessos sàtrapa de Pàrtia, va entrar a Aria amb 2000 homes reclutats a Bactriana; Alexandre va enviar contra ell a Artabazos, Erigi i Caranos, segons diu Flavi Arrià.
Satibarzanes, quan l'enfrontament bèl·lic encara no havia estat decisiu per cap de les dues forces, va desafiar a qualsevol dels generals grecs a un combat singular i Erigi va acceptar el repte En el combat Satibarzanes va ser derrotat i mort pel general macedoni, segons diuen Flavi Arrià, Diodor de Sicília i Quint Curci Ruf.